# مشكلة التمييز

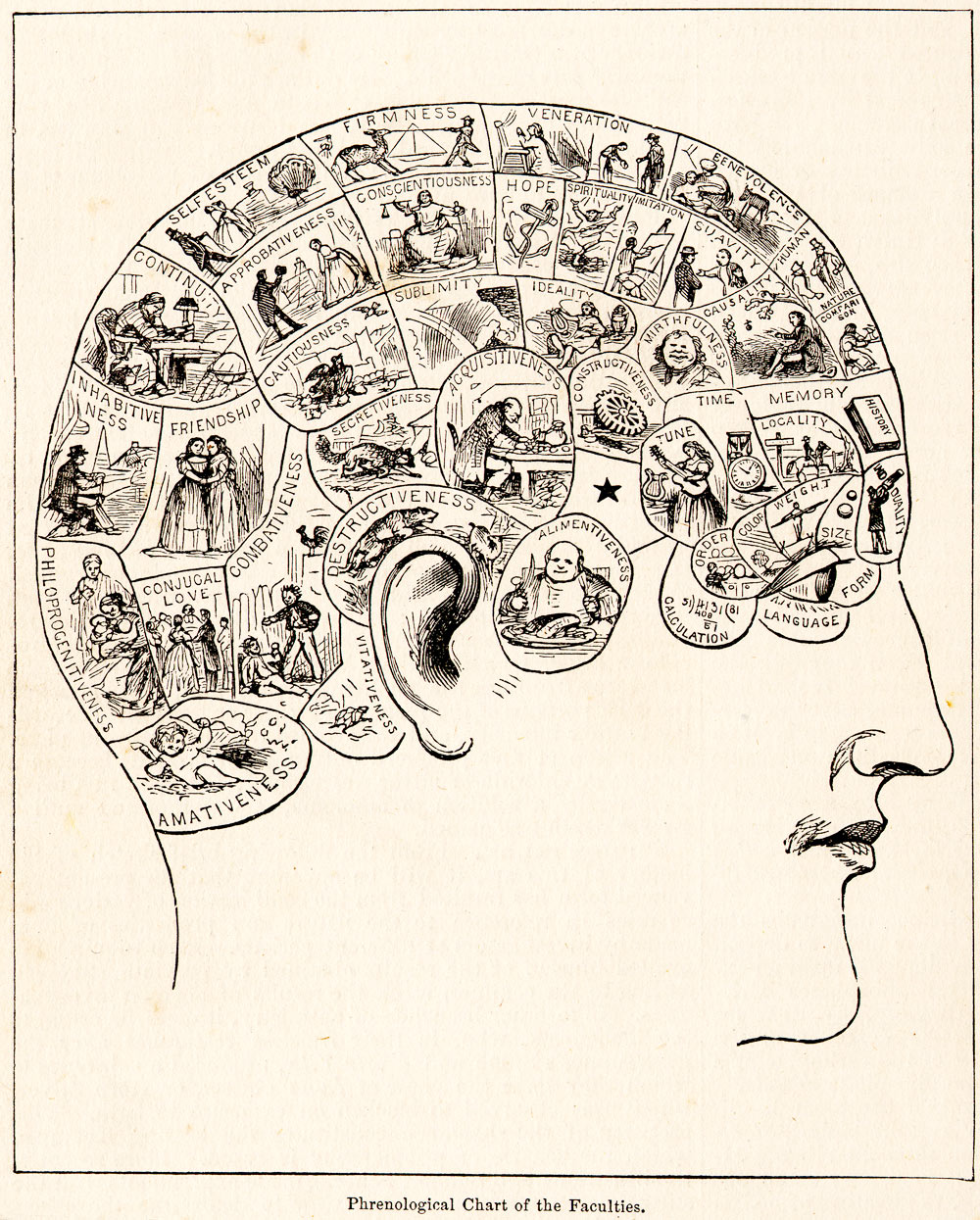

مشكلة التمييز أو مشكلة الفصل (بالإنجليزية: Demarcation problem) في فلسفة العلم ونظرية المعرفة، تدور حول كيفية التمييز بين العلم واللاعلم، وبين العلم والعلم الزائف، وغيره من منتجات التفكير البشري، مثل الفن والأدب والمعتقدات. تستمر المناظرة بعد ألفي سنة من الحوار بين فلاسفة العلم والعلماء في مجالات عديدة، على الرغم من الاتفاق على أسس المنهج العلمي.

## الوضعية المنطقية
صيغت الوضعية المنطقية في عشرينيات القرن الماضي، وترى أن العبارة تحمل معنى فقط إذا كانت معبرة عن حقيقة أو علاقات منطقية بين المفاهيم. تُسمى كل العبارات الأخرى التي لا تحمل معنى «ميتافيزيقا» (انظر نظرية البرهنة عن المعنى).
طبقًا لألفرد آير، يقيم الميتافيزيقيون عبارات تدعي «احتواءها على معرفة [متعالية] عن العالم الظاهري». يرى آير، عضو حلقة فيينا والوضعي المنطقي الإنجليزي الشهير، أن أي عبارة عن العالم بمعزل عن حواس المرء مستحيلة. وعلى ذلك فإن مسلمات الميتافيزيقي ومقدماته الأولى ستبدأ من ملاحظات عبر الحواس-المدركات.
يرى آير أن التمييز يتسم بانتقال العبارة إلى مظلة «الدلالة الحقيقية». ولكي تكون للعبارة «دلالة حقيقية»، يجب أن تكون العبارة قابلة للبرهنة. ولكي تكون قابلة للبرهنة، يجب أن تتحقق العبارة في العالم الخاضع للملاحظة، أو تعبر عن حقيقة يمكن استدلالها من «التجربة السابقة». يُشار لذلك بشرط «القابلية للتحقق».
يُعتبر هذا الفصل بين العلم، -الذي ترى حلقة فيينا أنه ينطوي على عبارات قابلة للبرهنة تجريبيًا- و«الميتافيزيقا» -التي تفتقر لمثل هذه العبارات- جانبًا معبرًا عن مشكلة التمييز. تُناقش الوضعية المنطقية غالبًا في سياق مشكلة التمييز بين العلم واللاعلم أو العلم الزائف. «توفر المقترحات البرهانية حلًا لمشكلة تمييز مختلفة، بالتحديد بين العلم والميتافيزيقا».

## قابلية الدحض
رأى كارل بوبر مشكلة التمييز مشكلة مركزية في فلسفة العلم. يصيغ بوبر المشكلة كالآتي:
ك«هي مشكلة العثور على شرط يمكننا من التمييز بين العلوم التجريبية، والرياضيات والمنطق و[الميتافيزيقا] على الجانب الآخر، وأسميها مشكلة التمييز».
يقترح بوبر قابلية الدحض شرطًا للفصل بين العلم واللاعلم، في مقابل البرهنة: «لكي تُدرج العبارات أو الأنساق في العلم، يجب أن تكون قادرة على التعبير عن ملاحظات ممكنة ومدركة».

### ضد البرهنة
رفض بوبر حلول المشكلة المبنية على الاستقراء، وبالتالي رفض إجابات الوضعية المنطقية على مشكلة التمييز. يطرح بوبر أن الوضعيين المناطقة يريدون إنشاء تمييز بين الميتافيزيقي والتجريبي؛ لأنهم يعتقدون أن القضايا التجريبية لها معنى، بينما ليس للقضايا الميتافيزيقية معنى. يصرح بوبر بأن شرطه ليس متعلقًا بالمعنى، على عكس حلقة فيينا: 
يُنتقد شرط التمييز الذي طرحه بوبر، لاستبعاده علومًا شرعية... ولترقية بعض العلوم الزائفة إلى مصاف العلم. طبقًا للاري لاودان (1983,121)، سيكون لها «عواقب غير محبذة بتأييد كل الدعاوى وصبغها [بالعلمية]، حتى إذا تكونت تلك الدعاوى من عبارات خاطئة». كان التنجيم من الأمثلة الواضحة على العلوم الزائفة بالنسبة لبوبر، وقد اختُبر ودُحض بالفعل... وكذلك ينطبق الأمر على التحليل النفسي، أحد الأهداف الرئيسة لهذا النقد. إذ لا ينبع الخطأ فيه من عدم قابلية دعواه للاختبار، ولكن من فشل الاختبارات التي أقيمت عليه.

-موسوعة ستانفورد للفلسفة، «العلم والعلم الزائف»، سفين أوفه هانسون 
يطرح بوبر أن الاستقراء البشري مشكلة تُظهر غياب أي طريقة لصياغة عبارات عمومية ذات معنى بناءً على أي عدد من الملاحظات التجريبية. وبالتالي، فإن العبارات التجريبية ليست «مبرهنة» عن العبارات الميتافيزيقية بأي حال من الأحوال.
ينشئ هذا الطرح مشكلة تدور حول الحد الذي رسمه الوضعيون بين التجريبي والميتافيزيقي. إذ يرى بوبر، بقراءته لـ «شرط البرهنة»، أن العبارات التجريبية ستكون ميتافيزيقية في نهاية المطاف، وسيتلاشى الحد الفاصل بين الاثنين.

## ما بعد الفلسفة الوضعية لتوماس كوهن
غالبًا ما يرتبط توماس كون، المؤرخ الأمريكي وفيلسوف العلوم، بما يُعرف باسم ما بعد الفلسفة الوضعية postpositivism أو ما بعد التجريبية postempiricism. في كتابه الصادر عام 1962 بعنوان بنية الثورات العلمية، قسم كوهن عملية ممارسة العلم إلى محاولتين مختلفتين، أطلق عليهما العلم الطبيعي والعلم الاستثنائي (والذي أطلق عليه أحيانًا اسم "العلم الثوري")، وقال: "لا يجب علينا في اعتقادي، أن أسعى للحصول على معيار ترسيم حاد أو حاسم. من وجهة نظر كون، "إن العلم الطبيعي، الذي لا يحدث فيه نوع من الاختبارات التي أجراها السير كارل، أكثر من كونه علمًا استثنائيًا هو الذي يميز العلم عن المؤسسات الأخرى تقريبًا". وهذا يعني أن فائدة النموذج العلمي لحل الألغاز تكمن في اقتراح حلول لمشاكل جديدة مع الاستمرار في إرضاء جميع المشكلات التي تم حلها بواسطة النموذج الذي أخذ محله.
أخيرًا، وهذه هي وجهة نظري الرئيسية في الوقت الحالي، فإن نظرة فاحصة على المشروع العلمي تشير إلى أنه علم طبيعي، حيث لا يحدث نوع من الاختبارات التي أجراها السير كارل، بدلاً من العلم غير العادي الذي يميز العلم تقريبًا عن المؤسسات الأخرى. إذا كان هناك معيار ترسيم (يجب ألا نسعى، على ما أعتقد، إلى معيار صارم أو حاسم)، فقد يكمن فقط في ذلك الجزء من العلم الذي يتجاهله السير كارل.
- توماس س. كون، «منطق الاكتشاف أو علم نفس البحث؟»، في النقد ونمو المعرفة (1970)، تحرير إيمري لاكاتوش وآلان موسغريف
يُعَبِّر عن وجهة نظر كوهن في الترسيم بشكل أوضح في مقارنته بين علم الفلك وعلم التنجيم. منذ العصور القديمة، كان علم الفلك نشاطًا لحل الألغاز وبالتالي علمًا. إذا فشل تنبؤ عالم الفلك، فقد كان هذا لغزًا يمكن أن يأمل في حله على سبيل المثال بمزيد من القياسات أو بتعديلات على النظرية. على النقيض من ذلك، لم يكن لدى المنجم مثل هذه الألغاز لأنه في هذا التخصص «لم تؤدِ إخفاقات معينة إلى ظهور ألغاز بحثية، لأنه لا يمكن لأي شخص، مهما كان ماهرًا، الاستفادة منها في محاولة بناءة لمراجعة التقليد الفلكي»... وفقًا لكون، لم يكن علم التنجيم أبدًا علمًا.
- سفين أوف هانسون، «العلم والعلوم الزائفة»، في موسوعة ستانفورد للفلسفة
انتقد بوبر معيار كون في الترسيم، قائلاً إن المنجمين يشاركون في حل الألغاز، وبالتالي فإن معيار كون يعترف بعلم التنجيم كعلم. وذكر أن معيار كون يؤدي إلى «كارثة كبرى... [استبدال] معيار عقلاني للعلم بمعيار اجتماعي».